# Шевцова Людмила Іванівна
Людми́ла Іва́нівна Шевцо́ва (Лисе́нко, Гуревич) (нар. 26 листопада 1934, станиця Тамань Краснодарського краю) — українська радянська легкоатлетка, яка спеціалізувалася в бігу на 800 метрів. Тренувалася в ДСТ «Авангард» у Дніпропетровську.

## З життєпису
Представляла команду «Авангард», Дніпропетровськ.
Бронзова призерка чемпіонату Європи 1954 року.
Десятиразова чемпіонка СРСР з бігу на 400 м — починаючи з 1955 року,
- 800 метрів — в 1955—1956, 1959, та 1961—1962 роках,
- з кросу — 1960—1962, 1964 роки.

1960 року закінчила Київський державний інститут фізичної культури.
3 липня 1960 року на змаганнях в Москві Шевцова встановила світовий рекорд у бігу на 800 метрів — 2 хвилини 4,3 секунди.
Через два місяці на літній Олімпіаді в Римі вона повторила свій рекорд, здобувши золоту олімпійську медаль.
До Риму дніпропетрівчанка Людмила Лисенко приїхала у блиску здобутої слави. Незадовго до олімпійських стартів нею в черговий раз був встановлений світовий рекорд у бігу на 800 метрів — 2 хв.3 с. До збірної її включили під першим номером
У фіналі з бігу на 800 метрів Людмилі протистояли сильні німкені та дві австралійки.  Із перших же метрів уперед вийшла німкеня А. Глейхфельд. Після 400 м час лідера — 60 с. На другій позиції австралійка Діксі Уїлліс. Людмила тримається за нею.. Учасниці розтяглися приблизно метрів на 40. На фінішну пряму входять приблизно разом — дві австралійки і Людмила. Але суперниці не знають про фірмовий спурт Людмили. Ривок і вони усі відстають. Результат — 2.04:3. Це новий олімпійський рекорд!
Нагороджена Орденом трудового червоного прапора (1960).
Тренерами були Муренко І. А. та Леоненко І. Ф.